# XXII dinastia egípcia
A XXII dinastia egípcia, em especial, demarca o início da decadência irreversível do Reino Novo. Ocorreu durante o 3º Período Intermediário e durou do ano de 945 a.C. até 745 a.C.. O reinado foi em Bubástis (Delta) e teve os seguintes reis: Sesonki, Osocor I, Taquelote II, Sesonki III, Pimai, Sesonki IV. Estes reis eram líbios, quer dizer que eram estrangeiros. Esta dinastia fez gastos militares excessivos; isto arruinou o Antigo Egito.[carece de fontes?]
Hoje em dia o arqueólogo David Rohl especula que a XXII e a XXI dinastias reinaram juntas, ao mesmo tempo, em capitais distintas.[carece de fontes?]

## Lista de faraós
Nome de batismo, (nome do cartucho, nome escolhido pelo faraó) – data aproximada do reinado (ainda há muita divergência)
- Sisaque I, (Hedjkheper-re-setepenre) – 945-924 a.C.[3][4]
- Osocor I,[5] (Sekhemkheper-re-setepenre) – 924-890 a.C.[6]
- Sisaque II, (Heqakheper-re-setepenre) – 890-883 a.C.[7]
- Taquelote I, (Usermaat-re-setepenamun) – 883-874 a.C.[8]
- Osocor II,[9] (Usermaat-re-setepenamun) – 874-855 a.C.[10]
- Taquelote II, (Hedjkheper-re-setepenre) – 860-835 a.C.[11]
- Sisaque III, (Usermaat-re-setepen-re/amun) – 835-783 a.C.[12]
- Pami, (Usermaat-re-setepen-re/amun) – 783-773 a.C.[13]
- Sisaque V, (Akheper-re) – 773-735 a.C.[14]
- Osocor IV,[15] (Akheper-re-setepenamun) – 735-712 a.C.[16]